# شهرستان یاواپای (آریزونا)
شهرستان یاواپای یکی از شهرستان‌های ایالت آریزونا در آمریکاست. این شهرستان جمعیتی ۲۱۱.۰۷۳ نفری دارد و مساحتش ۲۱.۰۵۰.۹ کیلومتر مربع برآورد شده.

## پیوند
- وب‌گاه رسمی